# Zhu Chenjie
Zhu Chenjie (chiń. 朱辰杰; ur. 23 sierpnia 2000 w Suzhou) – chiński piłkarz, występujący na pozycji obrońcy w chińskim klubie Shanghai Shenhua oraz w reprezentacji Chin. Uczestnik Pucharu Azji 2023 i Igrzysk Azjatyckich 2022.

## Statystyki

### Klubowe
Na podstawie:
| Klub             | Sezonów | Liga                 | Liga  | Liga   | Puchar krajowy | Puchar krajowy | Kontynentalne | Kontynentalne | Suma  | Suma   |
| Klub             | Sezonów | Liga                 | Mecze | Bramki | Mecze          | Bramki         | Mecze         | Bramki        | Mecze | Bramki |
| ---------------- | ------- | -------------------- | ----- | ------ | -------------- | -------------- | ------------- | ------------- | ----- | ------ |
| Shanghai Shenhua | 6       | Chinese Super League | 106   | 5      | 12             | 0              | 3             | 0             | 121   | 5      |
|                  | Łącznie | Łącznie              | 106   | 5      | 12             | 0              | 3             | 0             | 121   | 5      |

### Reprezentacyjne
Na podstawie:
| Gole w reprezentacji | Gole w reprezentacji | Gole w reprezentacji | Gole w reprezentacji | Gole w reprezentacji | Gole w reprezentacji | Gole w reprezentacji | Gole w reprezentacji |
| Lp.                  | Data                 | Miasto               | Przeciwnik           | Wynik                | Gole                 | Inne                 | Rozgrywki            |
| -------------------- | -------------------- | -------------------- | -------------------- | -------------------- | -------------------- | -------------------- | -------------------- |
| 1.                   | 24.03.2022           | Szardża              | Arabia Saudyjska     | 1:1 (0:1)            | 82' (k)              | 39'                  | Eliminacje MŚ 2022   |

## Sukcesy
Na podstawie:

### Reprezentacyjne
- Puchar Chin 2018/19, 2022/23